# DNA²
DNA² (jap. D・N・A² ～何処かで失くしたあいつのアイツ～ Dī en ei tsū: Dokoka de nakushita aitsu no aitsu) – manga autorstwa Masakazu Katsury, publikowana na łamach magazynu „Shūkan Shōnen Jump” wydawnictwa Shūeisha od sierpnia 1993 do lipca 1994.
12-odcinkowa adaptacja anime, wyprodukowana przez Madhouse i Studio Deen, była emitowana na antenie Nippon TV od października do grudnia 1994. Między lutym a czerwcem 1995 wydano również 3 odcinki OVA.

## Fabuła
Junta Momonari jest licealistą z bardzo nietypowym problemem. Kiedy tylko odczuwa podniecenie seksualne wobec kobiety, jego „alergia na kobiety” daje o sobie znać, powodując wymioty. Pewnego dnia Junta staje twarzą w twarz z dziwnie ubraną dziewczyną, która twierdzi, że przybyła z przyszłości. Dziewczyna o imieniu Karin Aoi opowiada mu o tym, jak w jej czasach świat stał się przeludniony do tego stopnia, że posiadanie więcej niż jednego dziecka jest przestępstwem karanym śmiercią. U źródła problemu stoi rodzina „mega-playboyów”: ludzi o seksualnej charyzmie i impulsach, które sprawiają, że każdy z nich ma 100 dzieci, które dziedziczą DNA mega-playboya, powodując, że ich potomstwo również ma po 100 dzieci i tak dalej. Wszystko zaczęło się od jednego mega-playboya, którego odnalezienie i powstrzymanie stało się celem podróży Karin w przeszłość. Karin ujawnia Juncie, że jest „operatorką DNA”, a jej zadaniem jest dokonywanie zmian w DNA ludzi, które mają zmienić ich naturę dla dobra społeczeństwa. Ma zamiar postrzelić pierwotnego mega-playboya pociskiem, który zmieni jego DNA, pozbawiając go cech mega-playboya, tym samym zapobiegając problemowi przeludnienia. Wówczas będzie mogła wrócić do przyszłości i odebrać nagrodę, która pozwoli jej mieć wreszcie „miłego męża, słodkiego zwierzaka i przytulny dom”, o czym marzy. Potwierdza tożsamość Junty, a następnie, ku jego szokowi, natychmiast do niego strzela.
Junta, chłopak, który nie mógł spojrzeć na nagą kobietę, nie zaczynając wymiotować, miał stać się w przyszłości pierwszym mega-playboyem. Wracając do swojego wehikułu czasu, Karin odbiera wiadomość od swojego szefa z przyszłości. Jej nadzieje na pochwałę za dobrze wykonaną misję zostają rozwiane, gdy zirytowany pracodawca wskazuje, że pocisk, którego miała użyć na mega-playboyu, został w przyszłości. Strzelając do Junty niewłaściwym pociskiem – tym, który Karin planowała użyć do stworzenia idealnego męża – zamiast wyeliminować mega-playboya, Karin w rzeczywistości go stworzyła. Nie mogąc wrócić do przyszłości, dopóki nie naprawi sytuacji, Karin postanawia improwizować, próbując sprawić, by Junta związał się z jedyną dziewczyną, która nie wywołuje u niego reakcji alergicznej: jego przyjaciółką z dzieciństwa, Ami Kurimoto, do której nie czuje żadnych romantycznych uczuć, ponieważ postrzega ją bardziej jako siostrę.

## Bohaterowie
- Junta Momonari (jap. 桃生 純太 Momonari Junta)

Seiyū: Keiichi Nanba 
- Karin Aoi (jap. 葵 かりん Aoi Karin)

Seiyū: Miina Tominaga 
- Ami Kurimoto (jap. 栗本 亜美 Kurimoto Ami)

Seiyū: Hiroko Kasahara 
- Tomoko Saeki (jap. 佐伯 倫子 Saeki Tomoko)

Seiyū: Megumi Hayashibara 
- Ryuji Sugashita (jap. 菅下 竜二 Sugashita Ryūji)

Seiyū: Takehito Koyasu 
- Kotomi Takanashi (jap. 高梨 ことみ Takanashi Kotomi)

Seiyū: Hekiru Shiina 
- Yokomori (jap. 横森)

Seiyū: Ryūsuke Ōbayashi 
- Oharu (jap. おはる)

Seiyū: Eiko Yamada 
- Lulara Kawasaki (jap. 川崎 るらら Kawasaki Rurara)

Seiyū: Sakiko Tamagawa 
- Mori (jap. 森)

Seiyū: Jun Hazumi 
- Kakimaro Someya (jap. 染屋 垣麿 Someya Kakimaro)

Seiyū: Mitsuo Iwata 
- Ichigo Ichikawa (jap. 市川 一期 Ichikawa Ichigo)

Seiyū: Hidehiro Kikuchi 
- Chiyo Momonari (jap. 桃生 チヨ Momonari Chiyo)

Seiyū: Hiroko Maruyama 

## Manga
Seria była publikowana od 23 sierpnia 1993 do 4 lipca 1994 w magazynie „Shūkan Shōnen Jump”. Wydawnictwo Shūeisha zebrało jej 42 rozdziały w 5 tankōbonach, wydawanych od 2 grudnia 1993 do 3 lutego 1995.
| Nr | Data wydania (język japoński) | ISBN (język japoński) |
| -- | ----------------------------- | --------------------- |
| 1  | 2 grudnia 1993                | ISBN 4-08-871756-2    |
| 2  | 4 kwietnia 1994               | ISBN 4-08-871757-0    |
| 3  | 4 lipca 1994                  | ISBN 4-08-871758-9    |
| 4  | 4 października 1994           | ISBN 4-08-871759-7    |
| 5  | 3 lutego 1995                 | ISBN 4-08-871760-0    |

## Anime
12-odcinkowy telewizyjny serial anime na podstawie mangi był emitowany w stacji Nippon TV od 7 października do 23 grudnia 1994. Za produkcję odpowiadały studia Madhouse i Deen, za reżyserię Jun’ichi Sakata, a za scenariusz Tatsuhiko Urahata. Motyw otwierający, „Blurry Eyes”, wykonał zespół L’Arc-en-Ciel, natomiast za motyw końcowy, zatytułowany „Single Bed” (jap. シングルベッド Shinguru beddo), odpowiada Sharam Q. Między 21 lutego a 25 czerwca 1995 ukazały się również 3 odcinki OVA.
29 stycznia 2014 cała seria została wydana ponownie na nośnikach DVD i Blu-ray.